# Jan Hoffmann (kunstschaatser)
Jan Hoffmann (Dresden, 26 oktober 1955) is een voormalig Oost-Duits kunstschaatser. Hij nam deel aan vier Olympische Winterspelen: Grenoble 1968, Sapporo 1972, Innsbruck 1976 en Lake Placid 1980. Hoffmann is tweevoudig wereldkampioen en viervoudig Europees kampioen. Hij bemachtigde in 1980, bij zijn laatste olympische deelname, de olympische zilveren medaille.

## Biografie
Hoffmanns eerste coach was Annemarie Halbach in Dresden. Hij stapte later over naar Jutta Müller in het toenmalige Karl-Marx-Stadt (het huidige Chemnitz). Hoffmann was een van de weinige kunstschaatsers die rechtsom sprong en op zijn linkervoet landde.
Hij vertegenwoordigde van 1968 tot 1980 Oost-Duitsland op vier edities van de Olympische Winterspelen, en droeg in 1980 de Oost-Duitse vlag bij de openingsceremonie van de Olympische Winterspelen in Lake Placid. Hoffmann was in 1968 bij zijn olympische debuut twaalf jaar en 111 dagen oud, en is daarmee op de Winterspelen de jongste deelnemer ooit. Bij elke deelname verbeterde hij zichzelf: van 26e in 1968 naar 6e in 1972 en 4e in 1976. In 1980, bij zijn laatste olympische deelname, won hij olympisch zilver.
In november 1974 blesseerde Hoffmann zijn knie en moest hij worden geopereerd aan de meniscus. Hierdoor miste hij het complete seizoen 1974/75. Hij was viervoudig Europees kampioen (1974, 1977-1979) en tweevoudig wereldkampioen (1974, 1980). Na zijn sportieve carrière werd hij internationaal jurylid bij het kunstschaatsen en werd hij bestuurslid van de Duitse schaatsbond. Hoffmann heeft geneeskunde gestudeerd en was orthopedisch arts. Hij huwde twee keer en heeft twee dochters, uit elk huwelijk een.

## Belangrijke resultaten
| Kampioenschap           | 67/68 | 68/69  | 69/70  | 70/71 | 71/72 | 72/73 | 73/74 | 74/75  | 75/76 | 76/77  | 77/78  | 78/79 | 79/80  |
| ----------------------- | ----- | ------ | ------ | ----- | ----- | ----- | ----- | ------ | ----- | ------ | ------ | ----- | ------ |
| Olympische Spelen       | 26e   |        |        |       | 6e    |       |       |        | 4e    |        |        |       | Zilver |
| Wereldkampioenschap     |       |        | 10e    | 4e    | 6e    | Brons | Goud  | t.z.t. | Brons | Zilver | Zilver | Brons | Goud   |
| Europees kampioenschap  | 21e   | 16e    | 9e     | 4e    |       | Brons | Goud  | t.z.t. | Brons | Goud   | Goud   | Goud  | Zilver |
| Nationaal kampioenschap |       | Zilver | Zilver | Goud  | Goud  | Goud  | Goud  | t.z.t. | Goud  | Goud   | Goud   | Goud  | Goud   |

t.z.t. = trok zich terug
- Gemeinsame Normdatei: 130981032X
- Library of Congress Control Number: no2014157746
- Virtual International Authority File: 312881987